# Henry George Ward

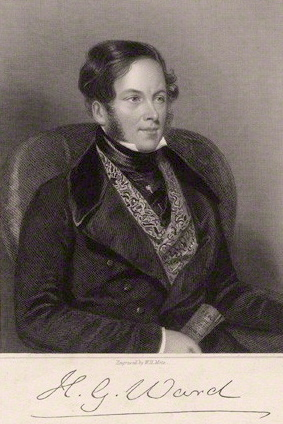
Henry George Ward, 1842

Sir Henry George Ward GCMG (* 27. Februar 1797 in London; † 2. August 1860 in Madras) war ein britischer Diplomat, Politiker und Kolonialverwalter.

## Frühes Leben
Ward war der einzige Sohn des Schriftstellers und Politikers Robert Plumer Ward (1765–1846), Gutsherr von Gilston Park in Hertfordshire aus dessen erster Ehe mit Catherine Julia Maling (1772–1821), Tochter des Christopher Thompson Maling, Gutsherr von West Herrington im County Durham. Er besuchte die Harrow School und wurde ins Ausland geschickt, um Sprachen zu lernen. Im Jahr 1816 wurde er Attaché der britischen Legation in Stockholm unter Sir Edward Thornton. Nach einer Versetzung nach Den Haag im Jahr 1818 und Madrid im Jahr 1819 wurde er im Oktober 1823 zum gemeinsamen Kommissar für Mexiko ernannt. Nach seiner Rückkehr nach England im Jahr 1824 heiratete er am 8. April in London Emily Elizabeth Swinburne, die Tochter von Emma Bennett und Sir John Swinburne, 6. Baronet, Gutsherr von Capheaton Hall. Sie begleitete ihn nach Mexiko 1825, wo Ward ab 1825 als Geschäftsträgers amtierte, und bekamen während dieser Zeit zwei Töchter. Ihr Sohn wurde auf See geboren, als sie 1827 nach England zurückkehrten. Insgesamt hatten sie zehn Kinder, die zwischen 1825 und 1839 geboren wurden. Während einer Zeit der Unruhen im Jahr 1831 gründete er auf dem Anwesen seines Vaters die Gilston Troop der Yeomanry Cavalry von Hertfordshire und wurde deren Captain. Dank seiner politischen Beziehungen konnte er verhindern, dass die Truppe entweder in die South Hertfordshire Yeomanry Cavalry eingegliedert oder aufgelöst wurde, und sie überlebte als unabhängige Einheit bis zu ihrer Auflösung im Jahr 1842. Emily Ward führte während ihrer Reise in Mexiko ein Notizbuch mit Skizzen, die später als Illustrationen im Buch ihres Mannes und in ihren eigenen Reiseschriften veröffentlicht wurden.

## Abgeordnetentätigkeit im Parlament
Wards begann eine politische Karriere, als er im Dezember 1832 als Abgeordneter für das Borough St Albans in Hertfordshire ins britische House of Commons gewählt wurde. Er hatte dieses Mandat bis 1837 inne und war anschließend von 1837 bis 1849 Abgeordneter für das Borough Sheffield in Yorkshire. Als fortschrittlicher Liberaler vertrat Ward die klassische Ökonomie und widersetzte sich der Zehnstundenbill.
Im Parlament bekämpfte Ward vehement die Kirche von Irland und legte eine jährliche Beschlussanträge vor, die um deren Einnahmenüberschüsse abzuschöpfen. Die erste Gelegenheit, einen solchen Antrag zu stellen, war am 27. Mai 1834, zu einer Zeit, als das Kabinett von Earl Grey in irischen Fragen tief gespalten war. Ward verfolgte auch die Sache der geheimen Abstimmung, eine Forderung der Chartisten, obwohl er den Chartismus als Ganzes entschieden ablehnte.
Von 1846 bis 1849 war Ward Erster Sekretär der Admiralität. Er trat auch im Parlament auf, um William Symonds zu verteidigen, der 1848 von radikalen Abgeordneten wegen verschwenderischer Ausgaben angegriffen wurde. Ward argumentierte, dass die Ausgaben für die Werftarbeiten reduziert worden waren.
1849 wurde Ward als Knight Grand Cross des Order of St Michael and St George geadelt.

## Wirtschaftliche Tätigkeiten
Ward kaufte 1837 von Charles Buller und Henry Cole die von diesem im Vorjahr gegründete und noch verlustbringende Wochenzeitung Weekly Chronicle und nutzte sie, um für seine politischen Thesen zu werben. Er unterstützte die Kolonialisierungsmethoden von Edward Gibbon Wakefield und war Mitglied der South Australian Association, die 1834 von Wakefield mit Buller und Grote, sowie von anderen einflussreichen Persönlichkeiten gegründet wurde. Ward leitete im Jahr 1836 den Sonderausschuss für die Landvergabe in den britischen Kolonien. Ward war auch Mitglied des Ausschusses der 1837 gegründeten New Zealand Company und brachte im Juni 1839 Beschlussanträge zur Kolonisierung ins Parlament ein. Obwohl Ward und Hutt William Smith O’Brien bei der Kolonisierung im Wakefield-Stil unterstützten, stieß ihre Initiative auf Widerstand im Parlament und wurde wegen der hohen Kosten nicht umgesetzt.
Ab 1838 übernahm er die Bewirtschaftung der Ländereien seines Vaters, die er bei dessen Tod, 1846, erbte.
Ward war in der Frühzeit der Spekulationen im Eisenbahnbereich sehr aktiv. Er sprach im Parlament über die Nachteile von betrügerischen Spekulanten, die oft in Neuemissionen von Eisenbahnaktien investierten, um diese noch am Emissionstag gewinnbringend zu verkaufen, und schätzte, dass nur 40 % der Investoren „echt“ waren. Trotzdem verlor er während der Spekulationsblase der „Eisenbahnmanie“ von 1846 viel Geld und es wurde geglaubt, dass er das große Vermögen, das er von seiner Stiefmutter geerbte, verschwendet habe.

## Kolonialverwalter
Im Mai 1849 übernahm Ward das Amt des Lord-Hochkommissar der Ionischen Inseln, die zu dieser Zeit unter britischem Protektorat standen. Er erreichte am 2. Juni 1849 Korfu und stellte fest, dass die lokale Ratsversammlung dysfunktional war, weshalb er sie aussetzte. Am 1. August 1849 verkündete er eine Amnestie für Rebellen, die sich an einem Aufstand in Kefalonia gegen seinen Vorgänger John Colborne, 1. Baron Seaton, beteiligt hatten. Ein weiterer Aufstand Ende August wurde von ihm bis Oktober unterdrückt, was jedoch später im Unterhaus kritisiert wurde. Obwohl der Rest seiner Amtszeit friedlich verlief, nutzte Ward seine Vorrechte, um Zeitungsredakteure und Versammlungsmitglieder zu verbannen, was zu Kontroversen führte. Er schied am 13. April 1855 aus seinem Amt aus.
Am 11. Mai 1855 wurde Ward zum Gouverneur von Ceylon ernannt. In seiner ersten Rede konzentrierte er sich auf den Ausbau des Eisenbahnnetzes und entwickelte Wirtschaftspolitiken für die Bereiche Kommunikation, Telegrafie und Einwanderung. Er konsolidierte auch die öffentliche Verwaltung. Als die indische Rebellion von 1857 ausbrach, entsandte er alle europäischen Truppen in der Kolonie nach Bengalen.
Im Juni 1860 trat er die Nachfolge von Sir Charles Trevelyan als Gouverneur von Madras an. Allerdings konnte er diese Position nur wenige Wochen ausüben, da er am 2. August im Alter von 63 Jahren an Cholera verstarb. Seine letzte Ruhestätte fand er in der St. Mary’s Church in Madras. In Kandy wurde ihm ein Denkmal errichtet.

## Werke

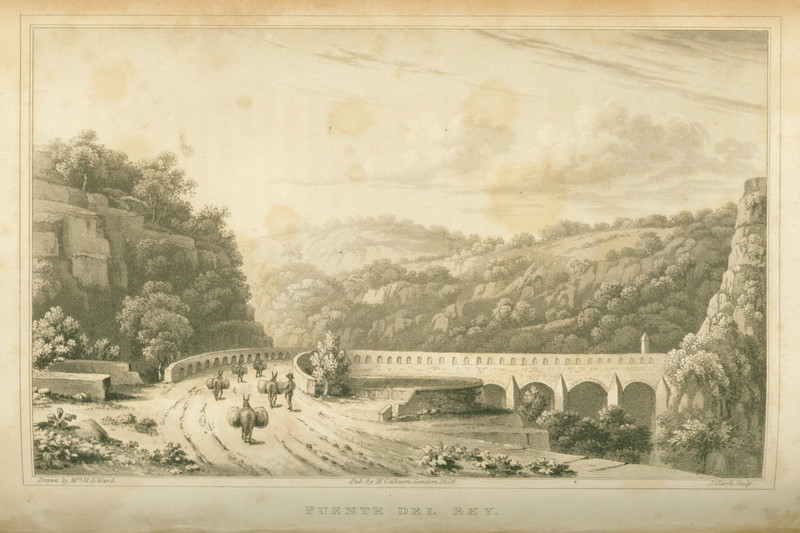
Gravur der Brücke von Puente Nacional (Veracruz) in Wards Werk Mexico in 1827 nach einer Zeichnung seiner Gattin Emily

1828 veröffentlichte er sein zweibändiges Werk Mexico in 1827, das er mit Zeichnungen seiner Gattin illustrierte. In diesem Werk strebte er eine ausgewogene Darstellung der Zukunftsaussichten des Landes an, das 1821 offiziell von Spanien unabhängig wurde. Er analysierte die mexikanischen Minen und äußerte sich kritisch über William Bullocks Kompetenz, der eine Bergbaukonzession von der mexikanischen Regierung erhalten hatte. Zudem war er skeptisch bezüglich der Finanzierung des Perlentauchens.
In seinem 1837 veröffentlichten Buch The First Step to a Poor Law for Ireland argumentierte Ward, dass eine staatlich gesponserte, groß angelegte Auswanderung eine Voraussetzung für die Einführung des Arbeitshaus-Systems in Irland sei.
Ein weiterer Band mit Reden und Protokollen aus Wards Zeit in Ceylon wurde postum 1864 in Colombo veröffentlicht.

## Nachkommen
Zu seinen zehn Kindern aus seiner Ehe mit Emily Elizabeth Swinburne zählen Dudley Ward, der später Richter in Neuseeland wurde, und Swinburne Ward, der als Diplomat und Amateur-Naturforscher tätig war.